# Conseil International du Sport Militaire
Międzynarodowa Rada Sportu Wojskowego (fr. Conseil International du Sport Militaire, CISM, ang. International Military Sports Council, IMSC) – międzynarodowa organizacja zajmująca się promocją rozwoju sportu w wojsku, zwłaszcza organizowaniem międzynarodowych zawodów drużyn wojskowych w różnych dyscyplinach sportowych. Największą imprezą sportową organizowaną przez CISM w interwale czteroletnim są światowe wojskowe igrzyska sportowe. Organizacja zrzesza obecnie armie 140 krajów.
Zgodnie ze swoimi zapisami statutowymi, do najważniejszych celów tej organizacji należy rozwijanie przyjaznych stosunków między armiami państw członkowskich oraz wspieranie ogólnoświatowych działań na rzecz pokoju na świecie. CISM realizuje swoje założenia skupiając się na działalności służącej rozwojowi i promocji kultury fizycznej i sportu w siłach zbrojnych.
Mottem organizacji jest Przyjaźń przez sport.
Przynależność do CISM związana jest z wypełnianiem obowiązków statutowych – wnoszeniem rocznej składki członkowskiej, udziałem delegacji w cyklicznych zgromadzeniach CISM, naradach i sympozjach oraz udziałem reprezentacji w mistrzostwach rozgrywanych pod patronatem CISM.

## Rys historyczny
CISM została powołana 18 lutego 1948 r. w Nicei (Francja), przez Belgię, Danię, Francję, Luksemburg i Holandię.
Wojsko Polskie posiada status członka rzeczywistego CISM od 1991 roku. W 1998 roku Minister Obrony Narodowej potwierdził dalsze uczestnictwo Sił Zbrojnych RP w CISM, podpisując list intencyjny z okazji 50 rocznicy powołania tej organizacji.

## Struktury CISM
Najwyższym organem CISM jest Walne Zgromadzenie, w skład którego wchodzą delegacje krajów członkowskich, który zbiera się raz w roku. Zatwierdza strategiczne (roczne) rachunki oraz budżet, akceptacje nowe kraje członkowskie, poprawki do Statutu, wszystkie zmiany w Podręczniku polityki dotyczące spraw finansowych i wyborczych. Bezpośrednio poprzedzającym Zgromadzenie Ogólne jest Kongres, czyli coroczne spotkanie delegacji narodów członkowskich. Kongres poświęcony jest planowaniu strategicznemu i biznesowemu, dyskusjom i debatom, prezentacjom i wymianie informacji.

### Prezydenci CISM
Prezydent – kieruje organizacją CISM oraz przewodniczy Kongresowi i Walnemu Zgromadzeniu, przedstawia roczne sprawozdanie z działalności, przewodniczy Radzie Dyrektorów i Radzie ds. Nadzwyczajnych. Honorowym Prezydentem i Honorowym Ambasadorem CISM jest włoski Major-General dr Gianni Gola były wielokrotny Prezydent CISM (w latach 1998–2010). Dotychczasowi Prezydenci CISM:
| Lp. | St. wojskowy Imię i nazwisko               | Państwo           | Kadencja    |
| --- | ------------------------------------------ | ----------------- | ----------- |
| 1.  | Colonel Henri Debrus                       | Francja           | 1948 – 1953 |
| 2.  | Major Arne W. Thorburn                     | Szwecja           | 1953 – 1956 |
| 3.  | Colonel Henri Debrus                       | Francja           | 1956 – 1961 |
| 4.  | Brigadier-General Royal Hatch              | Stany Zjednoczone | 1961 – 1967 |
| 5.  | Air Commander M. M. Piracha                | Pakistan          | 1967 – 1968 |
| 6.  | Admirał Fazio Casari                       | Włochy            | 1968 – 1969 |
| 7.  | Major-General Kenneth G. Wickham           | Stany Zjednoczone | 1969 – 1970 |
| 8.  | Counter Admiral Aldo Massarini             | Włochy            | 1970 – 1979 |
| 9.  | Divisional-General Mohammed Saleh Mokaddem | Tunezja           | 1979 – 1986 |
| 10. | Divisional-General Jean Duguet             | Francja           | 1986 – 1994 |
| 11. | General Arthur Zechner                     | Austria           | 1994 – 1998 |
| 12. | Major-General dr Gianni Gola               | Włochy            | 1998 – 2010 |
| 13. | Colonel Hamad Kalkaba Malboum              | Kamerun           | 2010 – 2014 |
| 14. | Colonel Abdulhakim Al-Shino                | Bahrajn           | 2014 – 2018 |
| 15. | Colonel Hervé Piccirillo                   | Francja           | 2018 –      |

### Rada Dyrektorów
- Rada Dyrektorów – składa się z członków (19) wybieranych przez Zgromadzenie Ogólne i jest uprawniona do decydowania o wszystkich sprawach związanych z zarządzaniem i administrowaniem CISM w granicach jego Statutu. Składa się z dziewiętnastu członków: prezydenta CISM, czterech wiceprezydentów (ds. kontynentów) i czternastu członków. Podział jest dokonywany z zachowaniem równowagi geograficznej między cztery kontynenty: Afryka 5 (reprezentantów), Ameryka 4, Azja 4 i Europa 5. Zasada kontynentalnej równowagi nie dotyczy obsady stanowiska (etatu) Prezydenta CISM[2].
- Sekretarz generalny – urzędnik wybrany przez Walne Zgromadzenie, który zapewnia wykonanie decyzji Walnego Zgromadzenia i Rady Dyrektorów, zarządza Sekretariatem Generalnym i wykonuje budżet CISM zatwierdzony przez Walne Zgromadzenie.
- Skarbnik Generalny – oficer wybrany przez Zgromadzenie Ogólne, który jest odpowiedzialny za zarządzanie finansami CISM.

| Stanowisko          | St. wojskowy Imię i nazwisko                  | Państwo (Reprezentant kontynentu)   |
| ------------------- | --------------------------------------------- | ----------------------------------- |
| Prezydent           | Colonel Henri Debrus                          | Francja (–)                         |
| Wiceprezydent       | Colonel Yijang Wang                           | Chiny (Azja)                        |
| Wiceprezydent       | Colonel Dirk Schwede                          | Niemcy ( Europa)                    |
| Wiceprezydent       | Colonel David Kabré                           | Burkina Faso (Afryka)               |
| Wiceprezydent       | Colonel Leonardo Oliveira                     | Brazylia (Ameryka)                  |
| Sekretarz generalny | Colonel Mamby Koita                           | Gwinea (urzędnik)                   |
| Skarbnik generalny  | Lieutenant-Colonel Marc De Wagter             | Belgia (urzędnik)                   |
| Członkowie (14)     | General Omar Guerriche                        | Algieria (Afryka)                   |
| Członkowie (14)     | Brigadier-General Aboubacar Biro Condé        | Gwinea (Afryka)                     |
| Członkowie (14)     | Brigadier-General Martin Kizito Ong’Oyi       | Kenia (Afryka)                      |
| Członkowie (14)     | Brigadier-General Jean Baptiste Ngiruwonsanga | Rwanda (Afryka)                     |
| Członkowie (14)     | Lieutenant-Colonel Rodrigo Verônimo Lameira   | Brazylia (Ameryka)                  |
| Członkowie (14)     | Major-General Frances Allen                   | Kanada (Ameryka)                    |
| Członkowie (14)     | Colonel Steven Rosso                          | Stany Zjednoczone (Ameryka)         |
| Członkowie (14)     | Vacat                                         | brak flagi (Azja)                   |
| Członkowie (14)     | General Hyun-Soo Kim                          | Korea Południowa (Azja)             |
| Członkowie (14)     | Lieutenant-Colonel Fahad Al-Shehhi            | Zjednoczone Emiraty Arabskie (Azja) |
| Członkowie (14)     | Colonel Jose Carlos Garcia-Verdugo            | Hiszpania ( Europa)                 |
| Członkowie (14)     | Navy Captain Spyridon Andriopoulos            | Grecja ( Europa)                    |
| Członkowie (14)     | Major Jan-Henrik Back                         | Szwecja ( Europa)                   |
| Członkowie (14)     | Lieutenant-Colonel Walter Borghino            | Włochy ( Europa)                    |

## Przedsięwzięcia Wojska Polskiego związane z CISM
Od 1991 roku Wojsko Polskie zorganizowało następujące przedsięwzięcia:
- wojskowe mistrzostwa świata w piłce ręcznej – Wrocław, 1992 r.
- wojskowe mistrzostwa świata w kolarstwie – Warszawa, 1994 r.
- wojskowe mistrzostwa świata w biegu na orientację – Kraków, 1994 r.
- Naradę Europejską CISM – Warszawa, 1994 r.
- Konferencję Medycyny Sportu – Warszawa, 1995 r.
- wojskowe mistrzostwa świata w hokeju na trawie – Poznań, 1996 r.
- wojskowe mistrzostwa świata w pięcioboju nowoczesnym – Warszawa, 1999 r.
- wojskowe mistrzostwa Europy w żeglarstwie – Węgorzewo 2004, 2005, 2006, 2007 r.
- regionalne mistrzostwa w hokeju na trawie – Poznań 2006 r.
- wojskowe mistrzostwa świata w kolarstwie – Zegrze 2005 r.
- coroczne zawody regionalne w kolarstwie, biegu ulicznym i biegu narciarskim.

## Imprezy z udziałem polskich żołnierzy-sportowców
Sportowcy reprezentujący Wojsko Polskie brali również udział w zawodach organizowanych pod patronatem CISM. Dorobek sportowców Wojska Polskiego w zawodach najwyższej rangi przedstawia się następująco:

### Klasyfikacja medalowa letnich igrzysk wojskowych
| Rok    | Edycja                                   | Gospodarz      | Razem | Złoto | Srebro | Brąz |
| 1995   | I Światowe Wojskowe Igrzyska Sportowe    | Rzym           | 17    | 4     | 5      | 8    |
| 1999   | II Światowe Wojskowe Igrzyska Sportowe   | Zagrzeb        | 12    | 5     | 3      | 4    |
| 2003   | III Światowe Wojskowe Igrzyska Sportowe  | Katania        | 4     | 2     | 1      | 1    |
| 2007   | IV Światowe Wojskowe Igrzyska Sportowe   | Hajdarabad     | 16    | 4     | 5      | 7    |
| 2011   | V Światowe Wojskowe Igrzyska Sportowe    | Rio de Janeiro | 43    | 13    | 19     | 11   |
| 2015   | VI Światowe Wojskowe Igrzyska Sportowe   | Mungyeong      | 42    | 10    | 13     | 19   |
| 2019   | VII Światowe Wojskowe Igrzyska Sportowe  | Wuhan          | 60    | 11    | 15     | 34   |
| 2023   | VIII Światowe Wojskowe Igrzyska Sportowe | planowane      |       |       |        |      |
| Ogółem | Ogółem                                   | Ogółem         | 185   | 49    | 52     | 84   |

### Klasyfikacja medalowa zimowych igrzysk wojskowych
| Rok    | Edycja                                         | Gospodarz         | Razem | Złoto | Srebro | Brąz |
| 2010   | I Zimowe Światowe Wojskowe Igrzyska Sportowe   | Dolina Aosty      | 3     | 2     | 0      | 1    |
| 2013   | II Zimowe Światowe Wojskowe Igrzyska Sportowe  | Annecy i Chamonix | 0     | 0     | 0      | 0    |
| 2017   | III Zimowe Światowe Wojskowe Igrzyska Sportowe | Soczi             | –     | –     | –      | –    |
| 2021   | IV Zimowe Światowe Wojskowe Igrzyska Sportowe  | Berchtesgaden     |       |       |        |      |
| Ogółem | Ogółem                                         | Ogółem            | 3     | 2     | 0      | 1    |

## Mistrzostwa
Judo
Pekin 2002 • Uster 2016 • Rio de Janeiro 2019 • Paryż 2021 • Santo Domingo 2023
Zapasy
Rzym 1974 • Teheran 1978 • Bagdad 1979 • Villeurbanne 1983 • Filadelfia 1984 • Palermo 1988 • Marine Corps Base Quantico 1990 • Stambuł 1991 • Ostia 1997 • Marine Corps Base Camp Lejeune 2000 • Split 2001 • Tallin 2002 • Stambuł 2003 • Wilno 2005 • Baku 2006 • Split 2008 • Lahti 2010 • Teheran 2013 • Joint Base McGuire–Dix–Lakehurst 2014 • Skopje 2016 • Kłajpeda 2017 • Moskwa 2018 • Teheran 2021 • Baku 2023